# Paralelo 67 S
O Paralelo 67S é um paralelo no 67° grau a sul do plano equatorial terrestre.

## Dimensões
Conforme o sistema geodésico WGS 84, no nível de latitude 67° S, um grau de longitude equivale a 43,62 km; a extensão total do paralelo é portanto 16.346 km, cerca de 39 % da extensão do Equador, da qual esse paralelo dista 7.434 km, distando 2.568 km do polo sul.

## Cruzamentos
O paralelo 67 S cruza terra firme da Antártica em 16 % de sua extensão, num total de 11 trechos separados, que incluem Terra de Enderby, Península de Sekallari, Ilha Adelaide, Península Antártica. Os outros 84% do trajeto são sobre o Oceano Antártico.